# Pallavolo ai XIII Giochi panafricani
I tornei di pallavolo ai XIII Giochi panafricani si sono disputati durante la XIII edizione dei Giochi panafricani, che si sono svolti dal 12 al 23 marzo 2024 ad Accra in Ghana.

## Podi
| Evento                      | Oro    | Argento | Bronzo |
| Torneo maschile (dettagli)  | Egitto | Kenya   | Ghana  |
| Torneo femminile (dettagli) | Egitto | Tunisia | Kenya  |